# Rujište (Boljevac)
Pour les articles homonymes, voir Rujište.
Rujište (en serbe cyrillique : Рујиште) est un village de Serbie situé dans la municipalité de Boljevac, district de Zaječar. Au recensement de 2011, il comptait 328 habitants.

## Démographie
| 1948 | 1953 | 1961 | 1971 | 1981 | 1991 | 2002 | 2011 |
| ---- | ---- | ---- | ---- | ---- | ---- | ---- | ---- |
| 945  | 949  | 942  | 868  | 743  | 601  | 470  | 328  |

|  |